# Браун, Клемент
Клемент Адольберт Браун (англ. Clement Adolbert Browne; 4 января 1896, Фритаун — 19 января 1964, Манхэттен, Нью-Йорк) — американский ватерполист, полевой игрок. Участник летних Олимпийских игр 1920 года.

## Биография
Клемент Браун родился 4 января 1896 года в деревне Фритаун на Британских Подветренных островах (сейчас в Антигуа и Барбуде).
В апреле 1919 года через канадский Сент-Джон в провинции Нью-Брансуик перебрался в США. В марте 1925 года получил гражданство Соединённых Штатов.
Представлял Чикагскую атлетическую ассоциацию.
В 1920 году вошёл в состав сборной США по водному поло на летних Олимпийских играх в Антверпене, занявшей 6-е место. В матчах не участвовал.
Впоследствии работал почтальоном.
Умер 19 января 1964 года в Нью-Йорке в боро Манхэттен.